# Ostearius
Ostearius is een geslacht van spinnen uit de familie hangmatspinnen (Linyphiidae).

## Soorten
De volgende soorten zijn bij het geslacht ingedeeld:
- Ostearius melanopygius (O. P.-Cambridge, 1879)
- Ostearius muticus Gao, Gao & Zhu, 1994